# Murano
Murano (Muràn in dialetto veneziano) è un centro abitato della Laguna Veneta, situato a nord-est di Venezia e composto da sette isole; fa parte del comune di Venezia e in particolare della municipalità di Venezia-Murano-Burano. Con 4 093 abitanti nel 2021, Murano risultava essere uno dei centri più popolosi della Laguna Veneta.
Le isole su cui sorge Murano sono poste lungo il canale dei Marani e sono divise da canali e rii e collegate tra loro da ponti; il loro territorio è totalmente urbanizzato, escludendo Sacca San Mattia, tuttora in fase di bonifica. Due isole sono di origine artificiale: Sacca Serenella e Sacca San Mattia. Il centro è noto in tutto il mondo per la plurisecolare attività artigianale che produce il vetro di Murano.

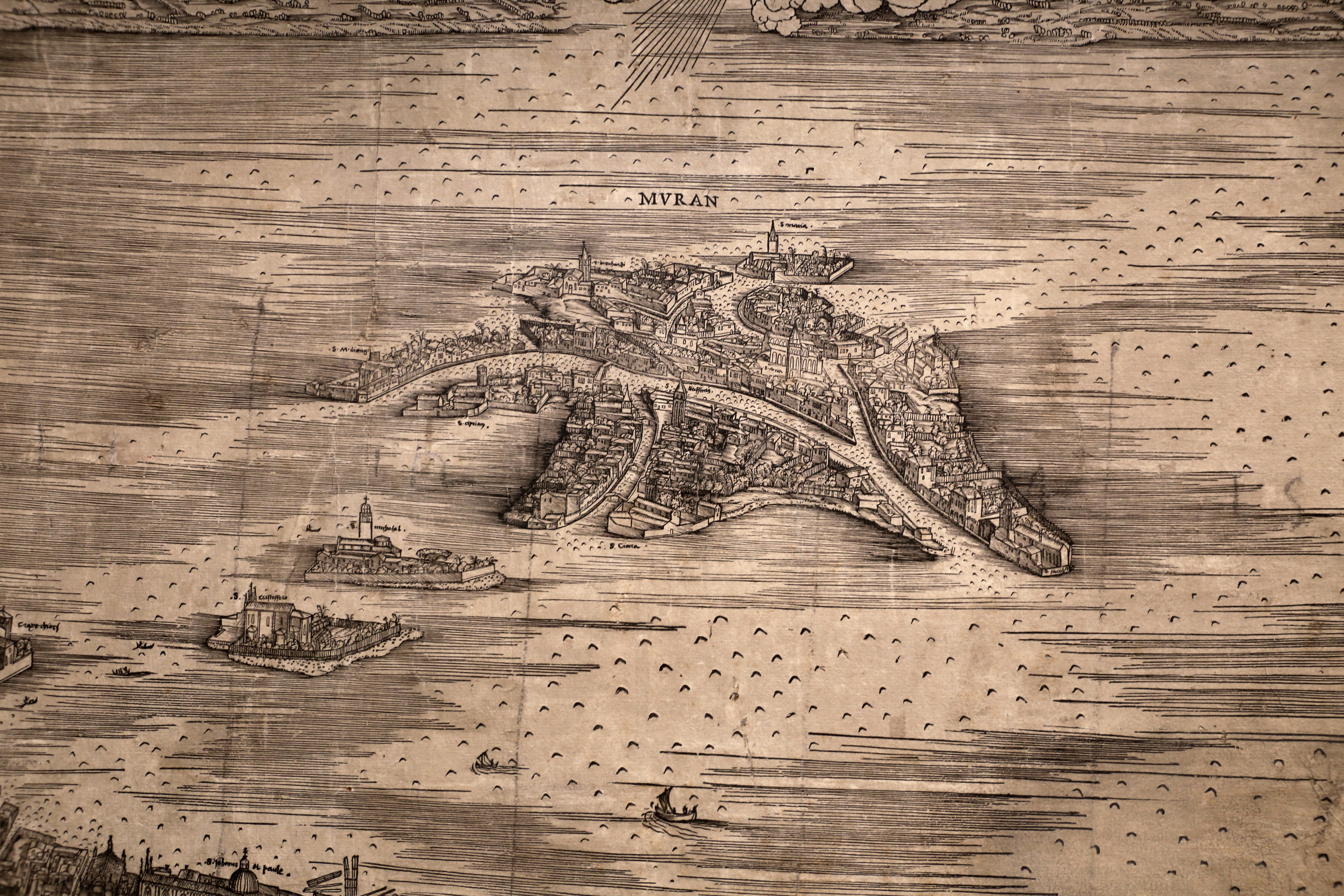
Jacopo de' Barbari, Veduta di Venezia a volo d'uccello, 1497-1500, xilografia, Venezia, Museo Correr

## Origini del nome
Il toponimo deriverebbe dal personale latino Amurius o Mur(r)ius; si può quindi ipotizzare che in origine la località fosse nota come Amuriana villa.
Del tutto prive di fondamento le tradizioni che lo ricollegano al nome di una delle porte di Altino.

## Storia
Secondo una diffusa ipotesi, le origini di Murano sarebbero analoghe a quelle dei tanti centri fondati dai profughi di Altino durante le invasioni barbariche.
Il centro è però nominato per la prima volta solo nell'840, quando nel Pactum Lotharii si ricorda anche Amorianas. Se ne accenna poco dopo in Costantino Porfirogenito e Giovanni Diacono, mentre si elencano almeno dieci muranesi nella lista delle decime di Pietro II Orseolo (X-XI secolo). I documenti dei secoli XI e XII la descrivono come località di transito per il flusso migratorio proveniente da Torcello ed Equilio e diretto verso la nascente Venezia.
Dal punto di vista civile la città era retta da un gastaldo ducale, mentre a livello religioso faceva capo alla chiesa matrice dei Santi Maria e Donato (metà del X secolo), a sua volta sottoposta nella diocesi di Torcello. Più tardi le si aggiunsero le pievi di San Salvatore, San Martino e Santo. Stefano
La città, da sempre inserita nella Venezia marittima, ebbe una certa autonomia sino al 1171, quando fu unita al sestiere di Santa Croce. Dal 1275 fu invece retta da un proprio podestà; ebbe pure il privilegio di potersi dare delle leggi, garantite da un Maggior Consiglio formato da un discreto numero di nobili muranesi (circa cinquecento) e presieduto da un Podestà, e di coniare una propria moneta (l'Osella).
Diventò ben presto importantissima per la lavorazione artistica del vetro, grazie ad un decreto della Serenissima Repubblica del 1295 che ne sanciva il trasferimento delle fornaci da Venezia: più di una volta, infatti, esse avevano provocato gravi incendi, aggravati dal fatto che allora le costruzioni a Venezia erano soprattutto in legno.
| Periodo | Periodo | Primo cittadino           | Partito              | Carica                  | Note |
| ------- | ------- | ------------------------- | -------------------- | ----------------------- | ---- |
| 1867    | 1885    | Antonio Colleoni          | destra storica       | sindaco                 |      |
| 1887    | 1893    | Giovanni Battista Mazzega | destra storica       | sindaco                 |      |
| 1893    | 1905    | Luciano Barbon            | destra storica       | sindaco                 |      |
| 1905    | 1910    | Ferdinando Ferro          | clericali e moderati | sindaco                 |      |
| 1910    | 1914    | Italo Motta               | PSI                  | sindaco                 |      |
| 1914    | 1918    | Luciano Barbon            | clericali e moderati | sindaco                 |      |
| 1920    | 1922    | Romano Moratto            | PSI                  | sindaco                 |      |
| 1922    | 1923    |                           |                      | commissario prefettizio |      |
| 1923    | 1923    | Libero Vitali             | PNF                  | sindaco                 |      |
| 1923    | 1924    | Ettore Duse               | -                    | commissario prefettizio |      |

L'autonomia di Murano fu confermata sotto Napoleone, quando venne riconosciuta come comune autonomo comprendente anche Sant'Erasmo e le Vignole. Nello stesso periodo si assistette alla chiusura e alla demolizione di moltissimi conventi e chiese (oggi se ne contano solo tre). L'istituzione fu soppressa nel 1923 assieme a Burano e a Pellestrina per confluire nel comune di Venezia.
La Voce di Murano era la gazzetta ufficiale dell'isola.

### L'arte del vetro
La storia del Vetro di Murano nasce nel 1291 quando si decretò che le vetrerie di Venezia, attive probabilmente già prima del Mille, fossero trasferite a Murano dal momento che i forni dei laboratori erano spesso responsabili di disastrosi incendi, che divenivano particolarmente gravi perché all'epoca le costruzioni erano principalmente in legno. Tuttavia, documenti e reperti antichi testimoniano che l'industria si fosse radicata nell'isola già da tempo.
Concentrare le vetrerie a Murano servì alla Serenissima, gelosa di un'arte che l'aveva resa celebre in tutto il mondo sin dalle origini, a controllarne meglio l'attività. I mastri vetrai erano obbligati a vivere sull'isola e non potevano lasciare Venezia senza un permesso speciale. Molti tuttavia riuscirono a fuggire, esportando all'estero le loro celebri tecniche. La più importante crisi che colpì l'industria fu quella del XV secolo, quando si cominciò la fabbricazione dei cristalli di Boemia, forse ispirati agli stessi vetri di Murano. Venezia ne uscì, specie da quando il vetro fu utilizzato per la realizzazione di lampadari, tutt'oggi tra i manufatti più noti di Murano.
Solo i mastri vetrai, fra i non nobili, potevano sposare figlie di patrizi. La Repubblica infatti, emanò un decreto, in seguito ai disordini avvenuti nel Maggior Consiglio di Murano, che dichiarava cittadini muranesi solamente coloro i quali fossero nati nell'isola o avessero acquistato immobili nella stessa. Nel 1602, il podestà Barbarigo, nel censire gli isolani, ricorse alla compilazione di un Libro d'Oro. L'iter per ottenere l'iscrizione non era né semplice né breve e infatti avveniva solamente mediante il consenso della Repubblica. Chi non risultava iscritto non poteva svolgere alcun tipo di lavoro in vetreria, non partecipava ai consigli e non usufruiva di tutti gli altri privilegi concessi ai cittadini muranesi.
Il maestro vetraio viene assistito da due aiutanti chiamati servente e serventino. Essi sorreggono la lunga canna
metallica sulla quale il maestro soffia per dare al vetro la forma desiderata, ma non solo, il servente ed il
serventino manipolano a loro volta il vetro con gli attrezzi a loro disposizione, tra i quali sono essenziali
la spatola ed una pinza chiamata borsella.

### Simboli

Stemma di Murano

Lo stemma di Murano deriverebbe da quello dell'antica famiglia dei Muranesi che sarebbero stati tra i primi reggitori della città; l'arme, confermata dall'imperatore Ferdinando I il 20 aprile 1845, con lo sfondo azzurro si presenta con «Il gallo … nero ed ardito, posto su un ristretto di terreno di verde [e con ] la cresta argentata, la serpe verde, la volpe d'oro. In questa forma, verrà rappresentato, fatta eccezione per la cresta, che assumerà la forma di una corona d'argento, nello stemma comunale fino alla soppressione di questo nel 1923».

## Monumenti e luoghi d'interesse
Prima dell'avvento di Napoleone Bonaparte, nell'isola si contavano diciotto tra parrocchie, monasteri e conventi. Oggi rimangono solamente tre chiese funzionanti (Santa Maria e Donato, San Pietro Martire, Santa Maria Degli Angeli), mentre sono visibili i resti di alcune altre chiese come Santa Chiara, San Maffio e Santo Stefano. A queste si aggiunge l'oratorio dei Santi Giuseppe e Teresa, annesso ospizio Briati. A seguito dei decreti napoleonici sono stati demoliti la chiesa di San Giovanni dei Battuti, l'abbazia e il seminario di San Cipriano, la chiesa e il monastero di San Mattia. 

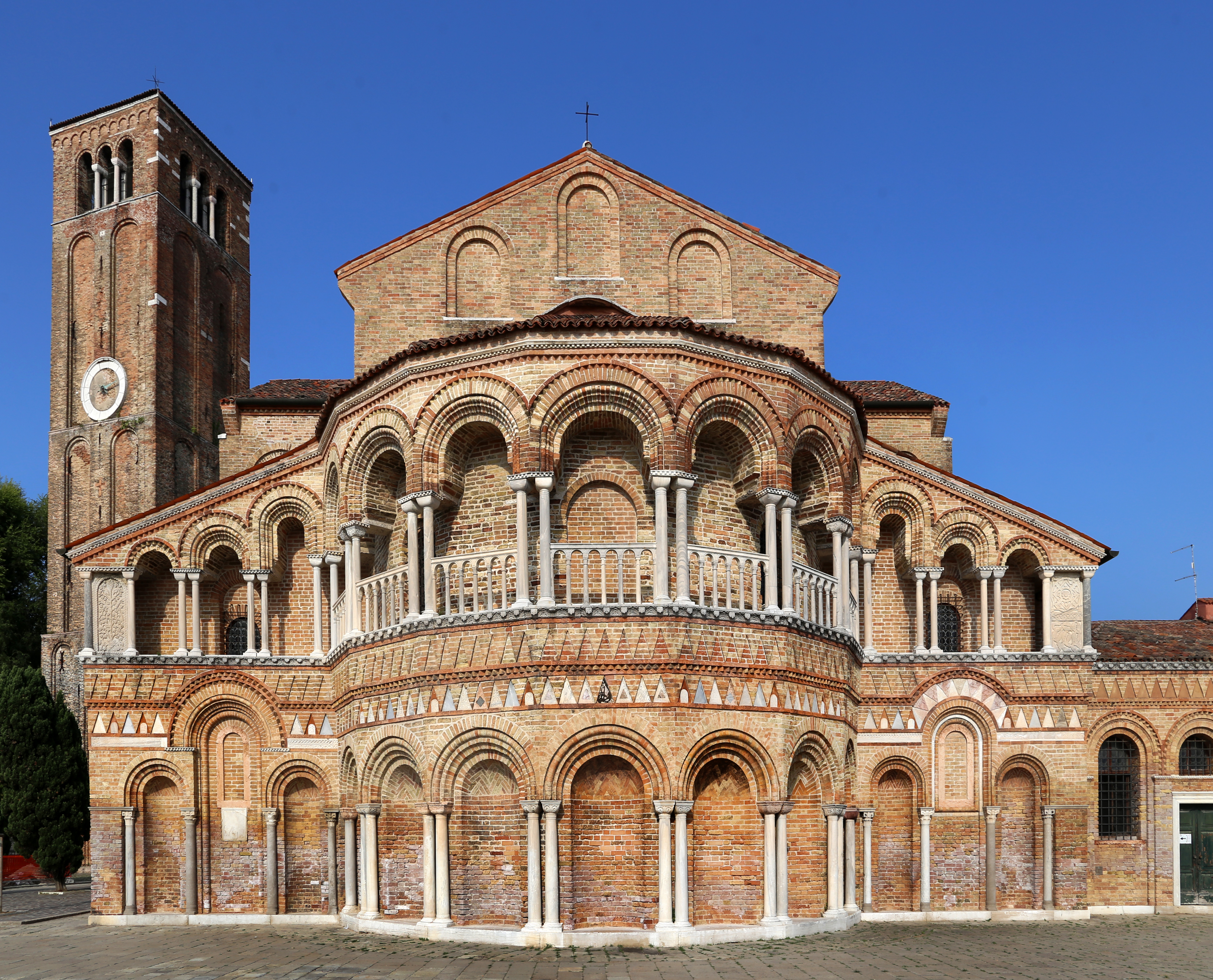
Vista absidale del duomo

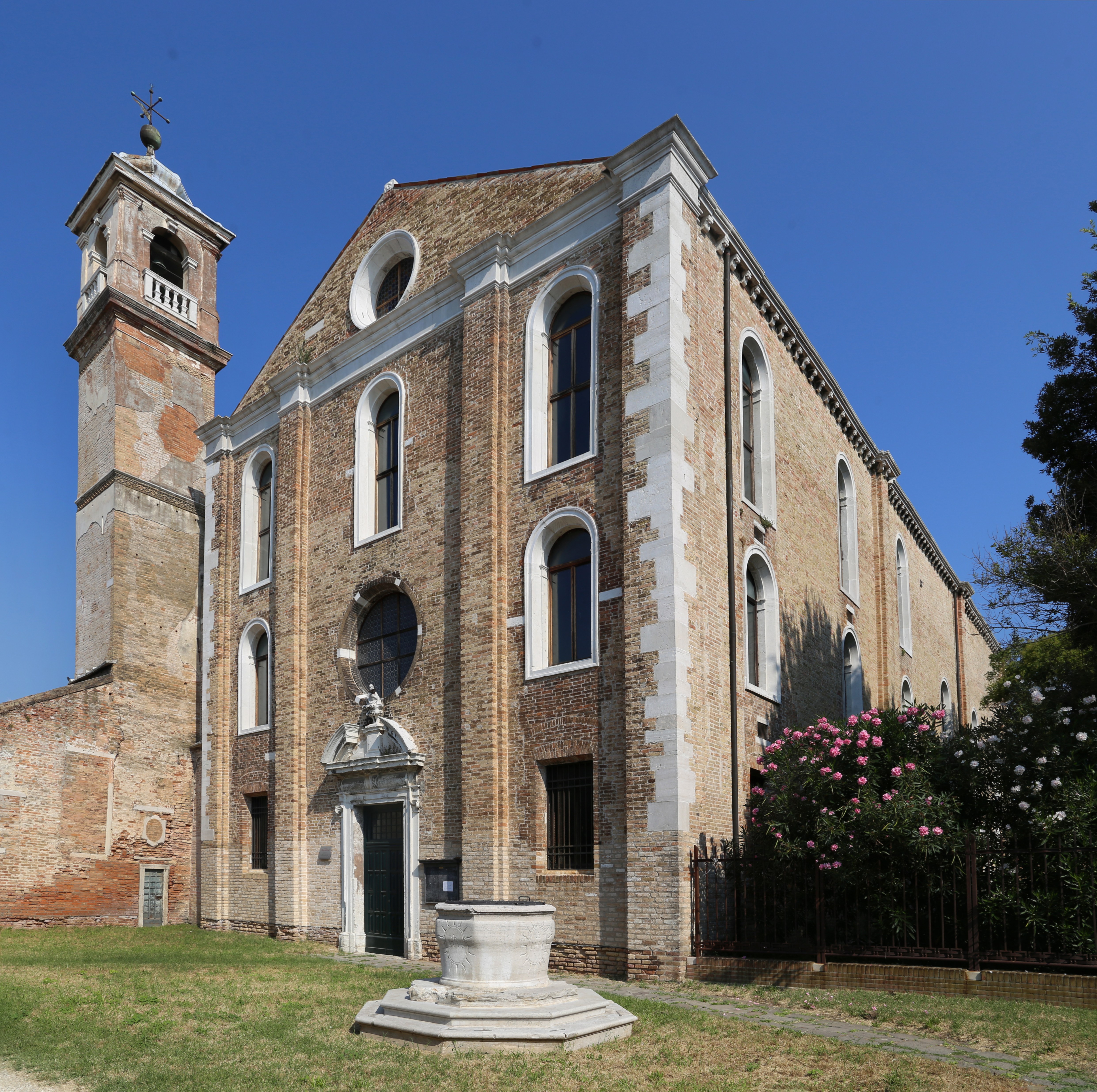
Facciata e campanile di Santa Maria degli Angeli

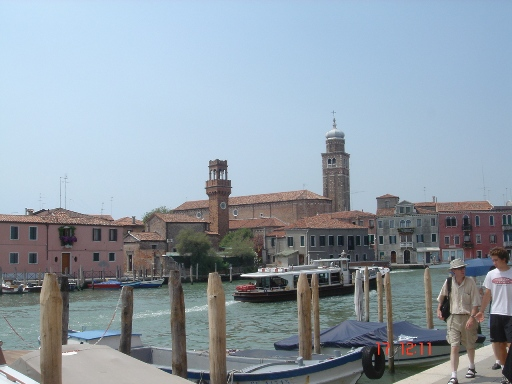
Chiesa di San Pietro Martire e oratorio di Santo Stefano

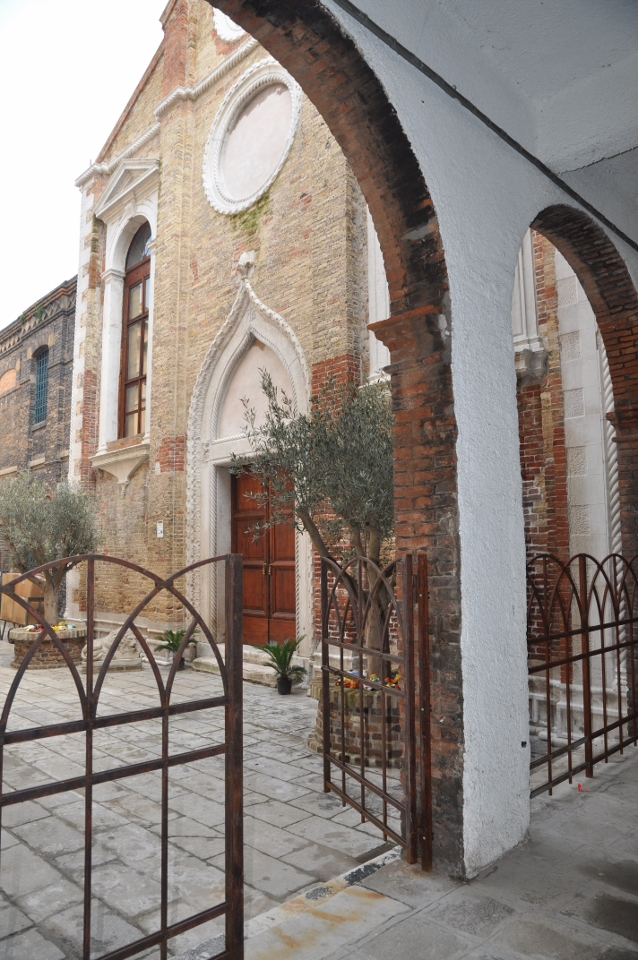
Facciata della chiesa di Santa Chiara

### Architetture religiose
- Duomo dei Santi Maria e Donato

La chiesa nacque probabilmente nel VII secolo, originariamente dedicata a Maria. Nel 1125, dopo la conquista di Cefalonia, vi furono collocate le spoglie di san Donato; assunse così il nome attuale. Successivi restauri l'hanno trasformata sensibilmente, presenta tre navate che convergono nell'abside centrale, rigorosamente rivolta verso est. Ed è proprio l'abside a rappresentare una delle parti più rilevanti dell'intero edificio, rivolta com'è verso le fondamenta, mentre la facciata è architettonicamente meno rivoluzionaria, tendente com'è a rispettare i moduli ravennati. Il catino absidale ospita una notevole Madonna orante a mosaico, opera di un maestro veneto di cultura bizantina della seconda metà del sec. XII. Il semicilindro absidale è decorato negli spazi tra le finestre con affreschi di area giottesca. Di notevole importanza è il pavimento musivo, presumibilmente contemporaneo a quello della basilica di San Marco.
- Chiesa di Santa Maria degli Angeli

La parte di edificio ristrutturato nel 1870 non fu convertito in lazzaretto, bensì in ospedale che doveva curare gli ammalati muranesi. L'operazione fu finanziata da Natale Ongaro, un emigrato muranese che fece fortuna a Trieste. Per motivi economici l'ospedale non entrò mai in funzione. Negli ultimi anni del secolo fu adoperato come ricovero per donne sole ed indigenti. Verso il 1910 venne usato come lazzaretto (epidemia di colera). Parecchi anni più tardi ospitò famiglie povere. Affacciata sull'omonimo canale (un tempo detto "canale di Santo Stefano"), sorge in uno degli estremi lembi dell'isola. Fondata nel 1188, grazie a Ginevra Gradenigo, figlia del patrizio Marino, che donò un terreno con adiacenti acque all'abadessa Giacomina Boncio al fine di edificare una chiesa ed un monastero in onore della Vergine. Riedificata nel Cinquecento, era ricca di tele e preziosi, specie in seguito alla bolla papale che ne sancì l'unione con il monastero di Santa Maria del Piave di Lovadina, nell'attuale provincia di Treviso. La chiesa fu visitata nel 1574 da Enrico III, re di Francia e Polonia, e vi si conservavano le spoglie del doge Sebastiano Venier, eroe di Lepanto, le quali furono trasportate, con pompa solenne, nella basilica dei Santi Giovanni e Paolo, il 30 giugno 1907. Dopo un periodo di abbandono, durante il quale molte delle opere furono trasferite nella chiesa di San Pietro Martire, una parte dell'edificio fu convertita a lazzaretto, atto ad ospitare le famiglie più povere. Il campanile, alto trentun metri, risale alla metà del Cinquecento.
- Chiesa di San Pietro Martire

Situata nel Rio dei Vetrai, e fondata nel 1348 in onore di san Giovanni Battista, fu totalmente demolita a causa di un incendio dal quale non si poté salvare niente. Fu quindi ricostruita nel 1511 e dedicata a san Pietro Martire. Divisa in tre navate con colonnato in marmo, risultano di grande interesse le tele ad opera di Giovanni Bellini Assunzione della Vergine e santi e Il doge Barbarigo presentato alla Vergine e al Putto. Caratteristici e di inestimabile valore sono i lampadari in vetro con le famose mandole. Molte altre opere contenute nella chiesa sono quello che si è potuto salvare dalla razzia di Napoleone Bonaparte dalle altre chiese dell'isola. Nell'ala destra si può ammirare la splendida cappella della famiglia Ballarin, dedicata a san Giuseppe e a Maria, che il celebre vetraio Giorgio Ballarin fece costruire per sé (vi riposa dal 1506), per la sua famiglia e per i suoi discendenti. Nella stessa cappella sorge inoltre il monumento funebre dedicato al Cancellier Grande della Repubblica di Venezia, Giovanni Battista Ballarin, morto il 29 settembre del 1666 a Isdin in Macedonia e la tomba di suo figlio, Domenico Ballarin, anche lui Cancellier Grande della Repubblica di Venezia, morto il 2 novembre 1698.
- Ex chiesa di Santa Chiara

Si trova all'estremità meridionale dell'isola di Murano. Le sue origini risalgono al 1231 e inizialmente questo complesso religioso era intitolato a san Nicolò ed era detto "della Torre" perché vi era piazzato nel mezzo, una torre di guardia. Inizialmente documentato come convento agostiniano, nel XII secolo il monastero figura fra gli insediamenti religiosi del patriarcato di Aquileia. Ai monaci agostiniani succedono dapprima le monache benedettine le quali, a causa della loro condotta giudicata scandalosa, vennero sostituite dalle suore francescane di Santa Chiara, che non solo diedero il nome alla chiesa ma avviarono agli inizi del XVI secolo il restauro della chiesa. Qui fu sepolto il doge Nicolò Donà, morto di apoplessia a soli trentaquattro giorni dall'elezione e la cui tomba e relativa lapide andarono disperse quando la chiesa passò al demanio. Con le disposizioni napoleoniche la chiesa ed il convento furono soppressi. Nel 1826 che la ditta Fratelli Marietti di Milano acquistò dal demanio la chiesa e l'annesso convento per impiantarvi la loro produzione di bottiglie nere per vino e di lastre di vetro. Dopo varie vicissitudini e passaggi di proprietà, alla fine del XX secolo l'edificio subì un crollo parziale, rimanendo praticamente abbandonato.
Nel 2012 è stato intrapreso un progetto di ristrutturazione e riconversione dell'antico luogo di culto con l'intenzione di creare uno spazio per la presentazione della lavorazione del vetro.

### Architetture civili
- Museo del vetro

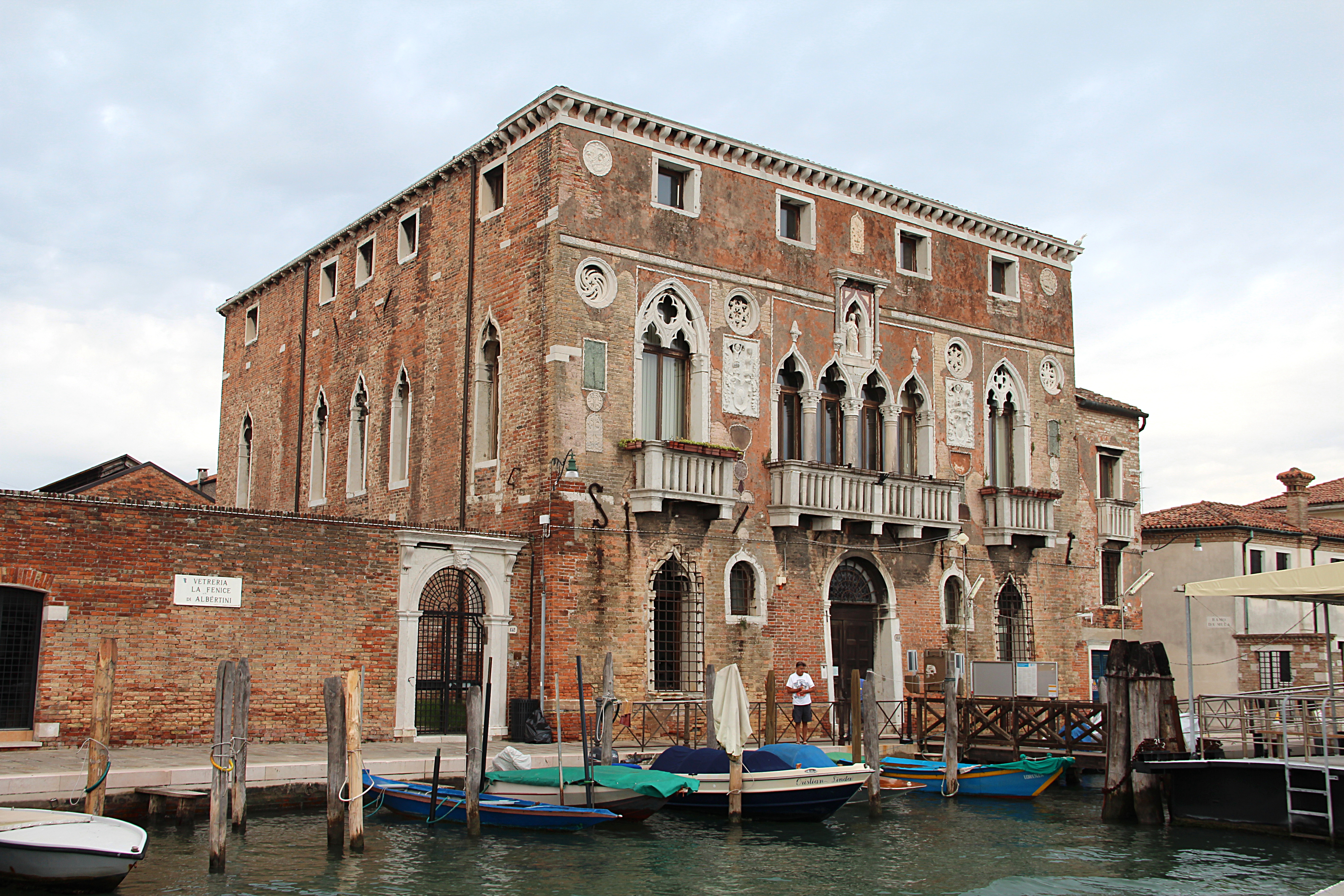
Murano, Palazzo da Mula

Il museo si trova in palazzo Giustinian. Di grande interesse storico artistico, fondato dall'abate Vincenzo Zanetti, sorge in Fondamenta Marco Giustinian, all'interno di un palazzo in stile gotico, antica residenza dei vescovi di Torcello. Dopo uno dei periodi più oscuri che il vetro di Murano abbia mai passato, in concomitanza con la caduta della Repubblica e l'invasione straniera, nel 1805 con la soppressione della diocesi di Torcello, il palazzo divenne proprietà del patriarcato di Venezia. Conserva lampadari storici, di cui il più imponente, a sessanta bracci, è stato realizzato dai maestri Lorenzo Santi e Giovanni Fuga. Per un breve periodo fu istituita anche una scuola per il disegno e la produzione del vetro soffiato che spiegava l'evoluzione della tecnica nel corso dei secoli. Il museo fa parte dei Musei di Venezia dal 1923, anno dell'annessione dell'isola al Comune di Venezia. Fu sede inoltre del Municipio di Murano, trasferito in seguito a Palazzo da Mula. L'ultimo restauro ha dato spazio alle collezioni del novecento e a mostre temporanee.
- Palazzo da Mula

Lo stile gotico della sua facciata è in parte modificato secondo il gusto veneto-bizantino del XII secolo. Venne edificato su una delle fondamenta del Canal Grande di Murano, a pochi metri dal ponte Vivarini. Costruito nelle vicinanze dell'abbazia di San Cipriano, ex seminario patriarcale, distrutta nel 1817, fu restaurato completamente all'inizio del XXI secolo e ospita la sede del municipio di Murano che vi organizza mostre e incontri su diversi temi, predominante quello che riguarda il vetro.
- Faro di Murano

Il faro è una costruzione cilindrica in marmo d'Istria molto importante nonostante la sua posizione alquanto interna rispetto al mare: il fascio di luce infatti, potenziato da un ingegnoso gioco di specchi, punta diretto al centro della Bocca di Porto del Lido, agevolando il rientro delle navi durante la notte. Durante l'Alto Medioevo, il faro si ergeva sotto forma di torre in legno, non troppo alta, alla cui sommità venivano accesi dei fuochi; la luce prodotta dal fuoco veniva riflessa mediante un gioco di specchi, così secondo una tecnica adottata addirittura dai Romani veniva illuminata la Laguna. È situato all'estremità di viale Garibaldi (Bressagio), precisamente in fondamenta Francesco Maria Piave.

## Società

### Evoluzione demografica
La seguente tabella riporta l'evoluzione demografica dell'isola di Murano che fu comune indipendente fino sino alla sua soppressione nel 1923.
Abitanti censiti; in verde la popolazione residente entro i vecchi confini comunali

## Marchio "Vetro artistico di Murano"
Il Marchio Vetro Artistico® Murano disciplinato dalla legge regionale n. 70 del 1994 è un marchio collettivo che certifica che i prodotti col marchio apposto sono realizzati da aziende che producono vetri artistici a Murano.
Vi sono comunque numerose aziende operanti a Murano (in particolare alcuni tra gli artisti locali più noti a livello internazionale) che non aderiscono a questo marchio.

## Galleria d'immagini

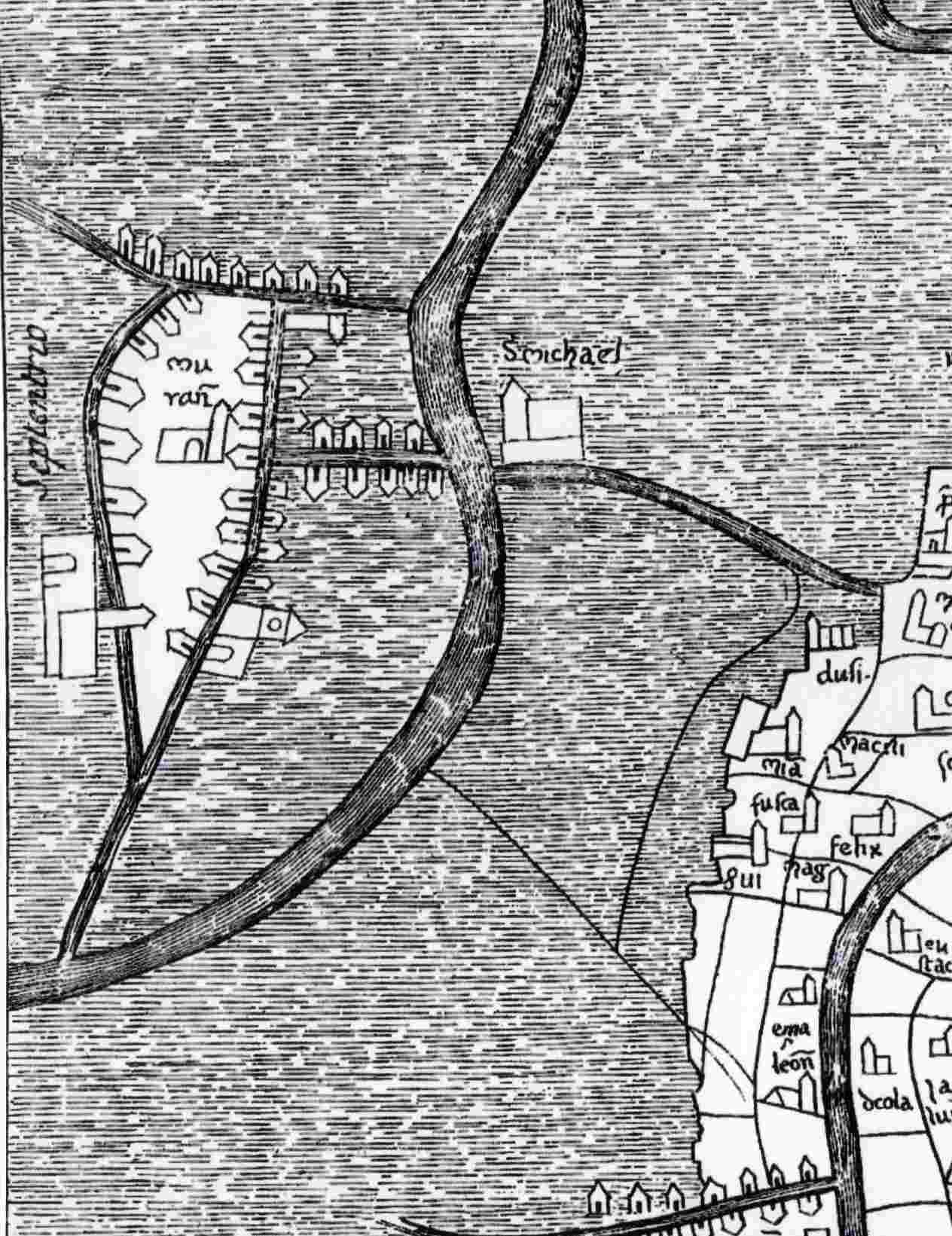
Fra Paolino Minorita, Pianta di Venezia con particolare di Murano, sec. XII
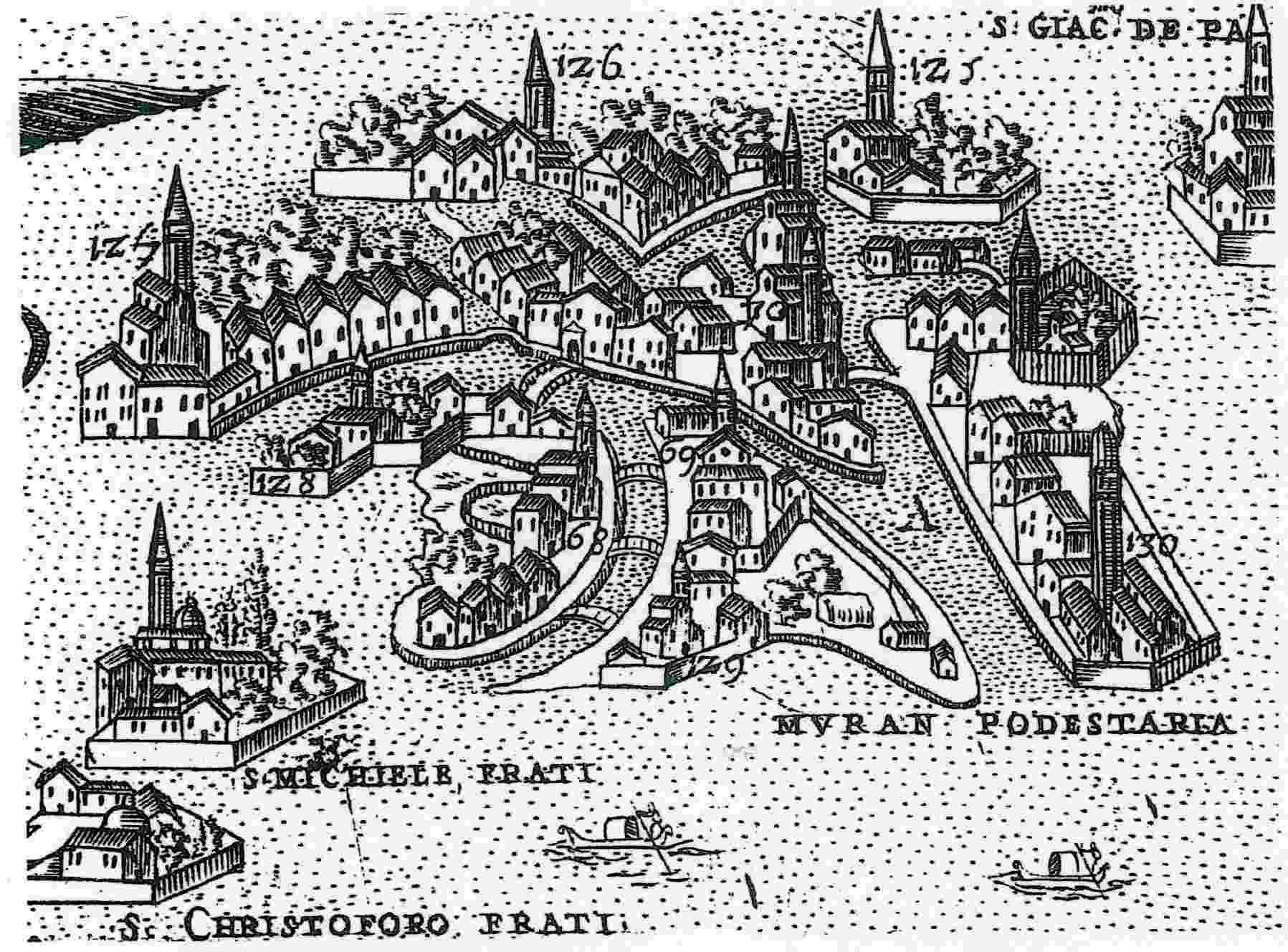
Paolo Forlani, Pianta prospettica della città e delle lagune, particolare con Murano, 1566
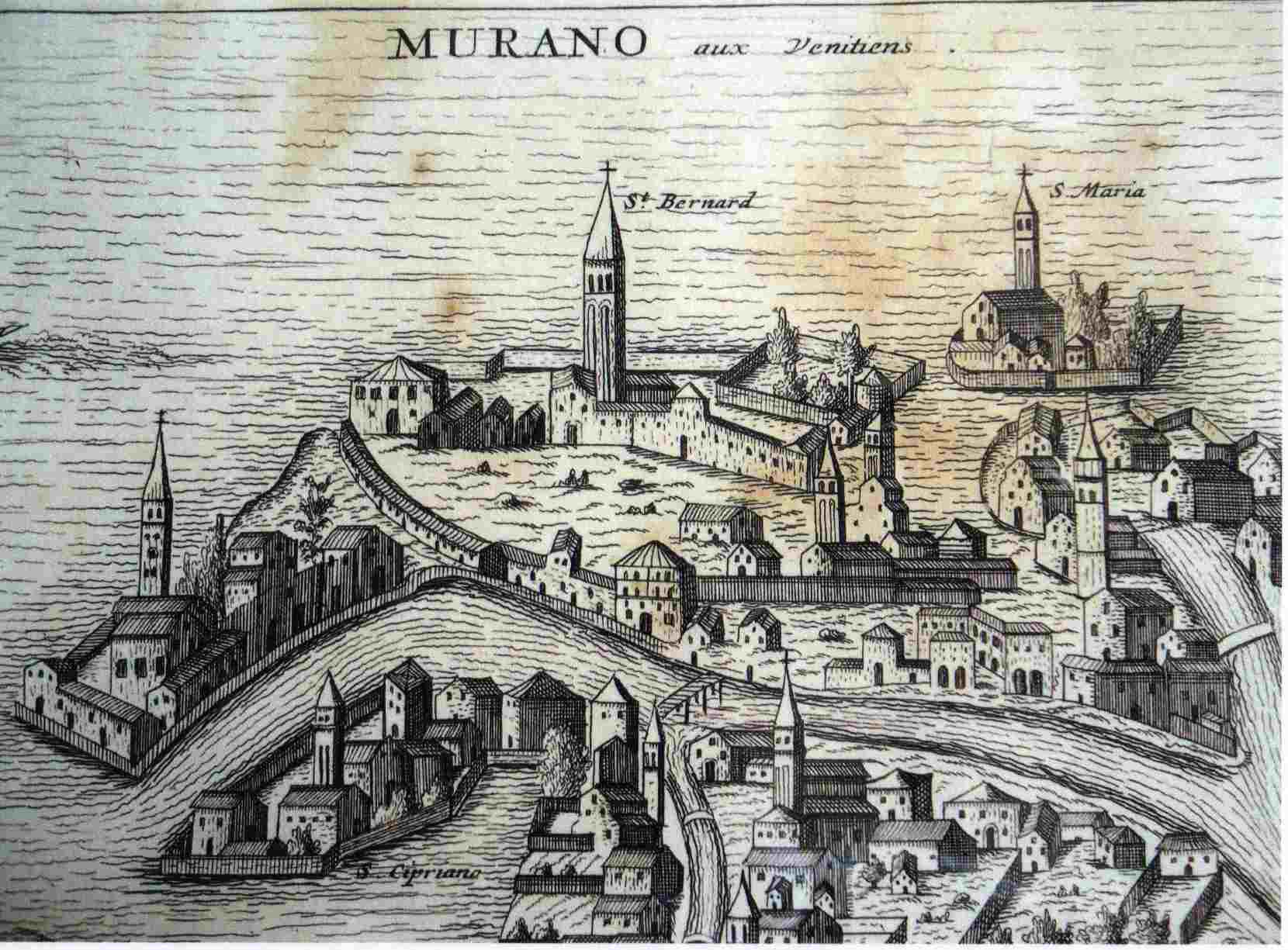
Hendrick Dankers, Murano, sec. XVII
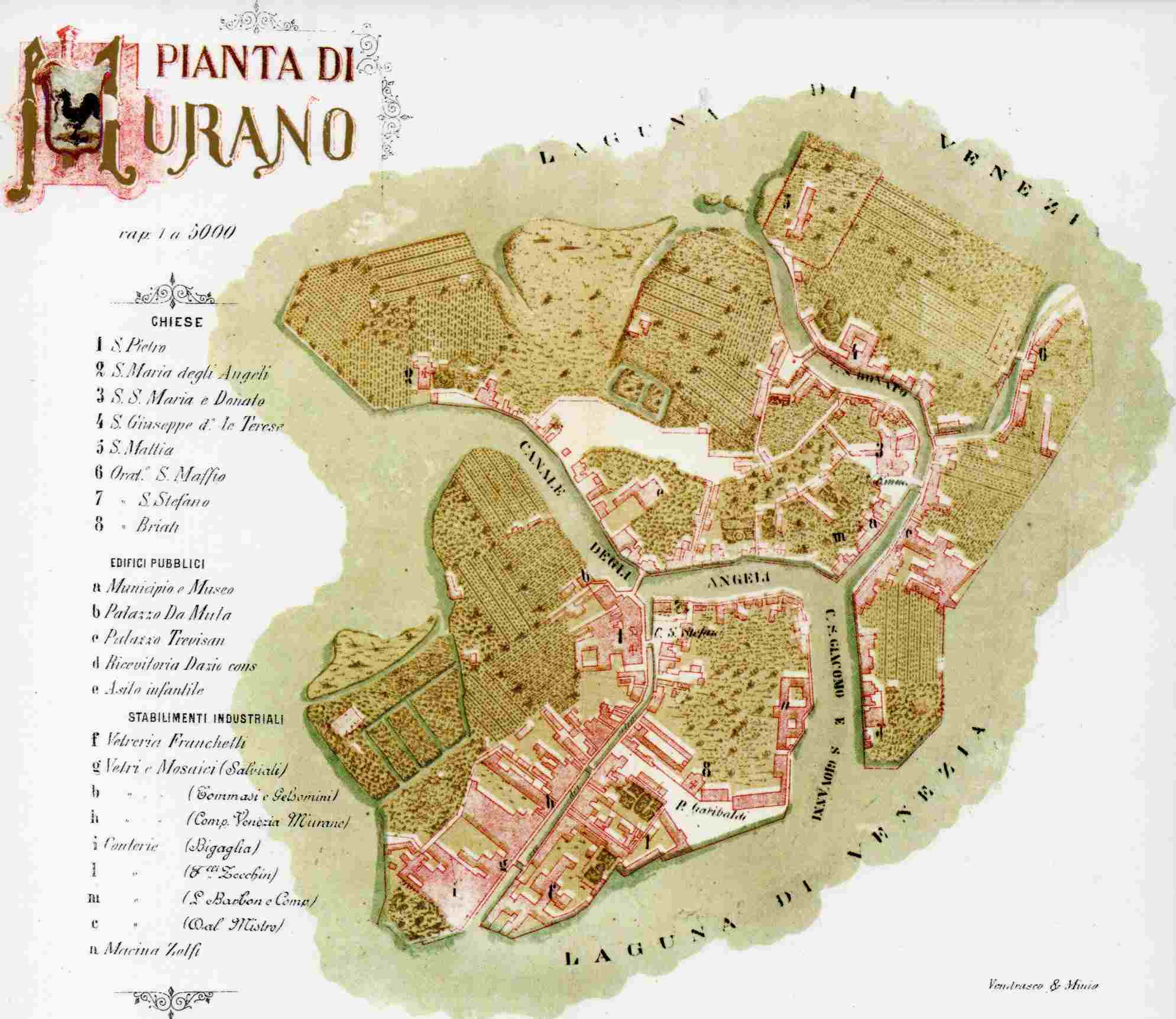
Pianta di Murano, sec. XIX
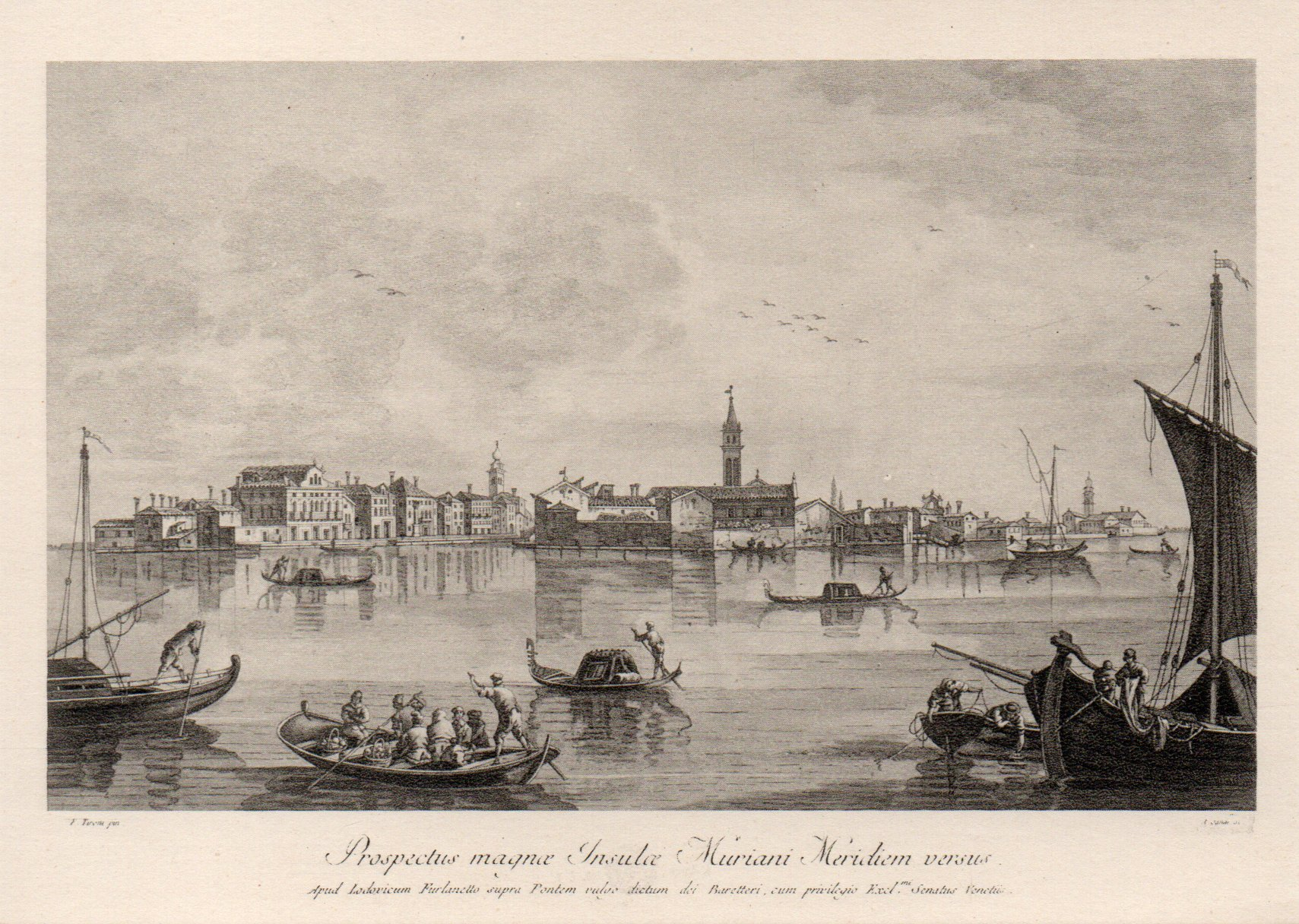
Murano, Incisione, sec. XVIII
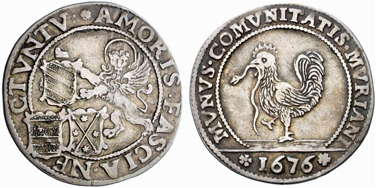
Osella muranese, 1676
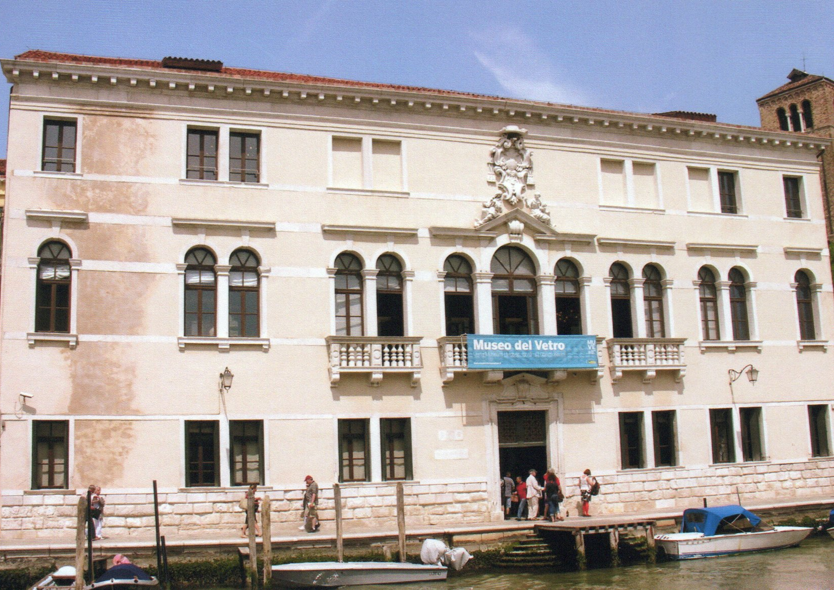
Museo del Vetro
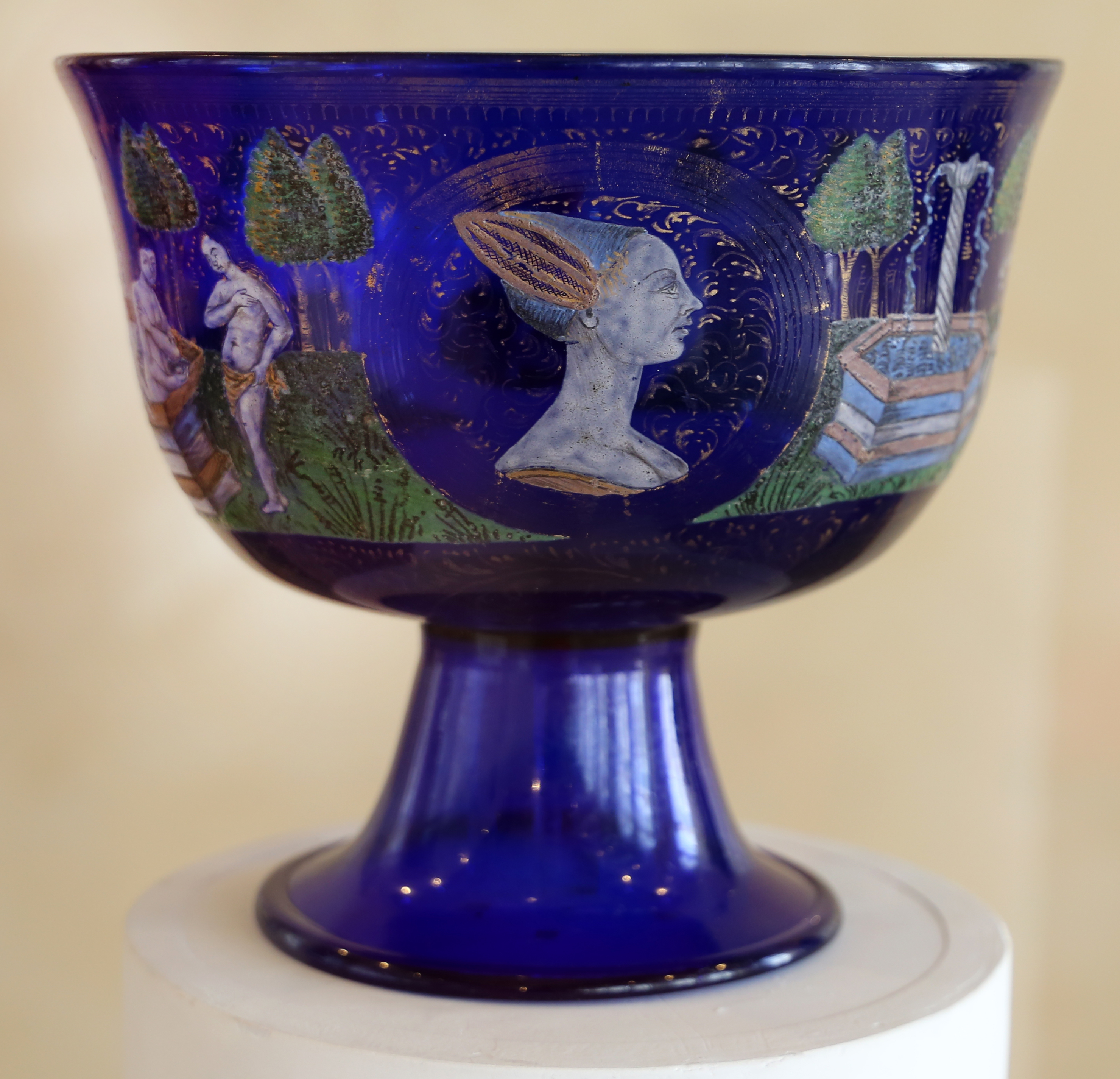
Coppa Barovier
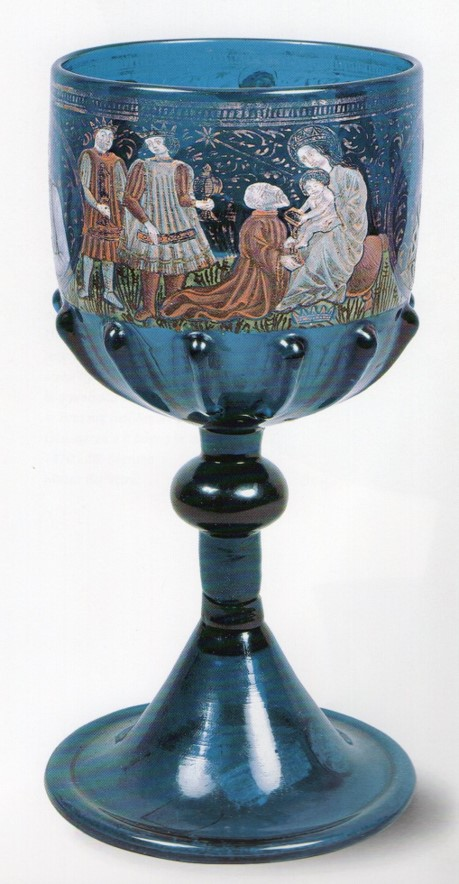
Coppa 1460-1470
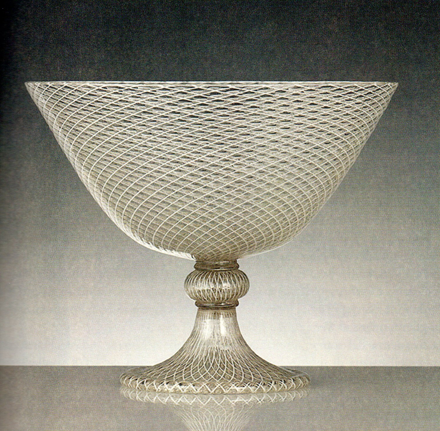
Coppa sec. XVII
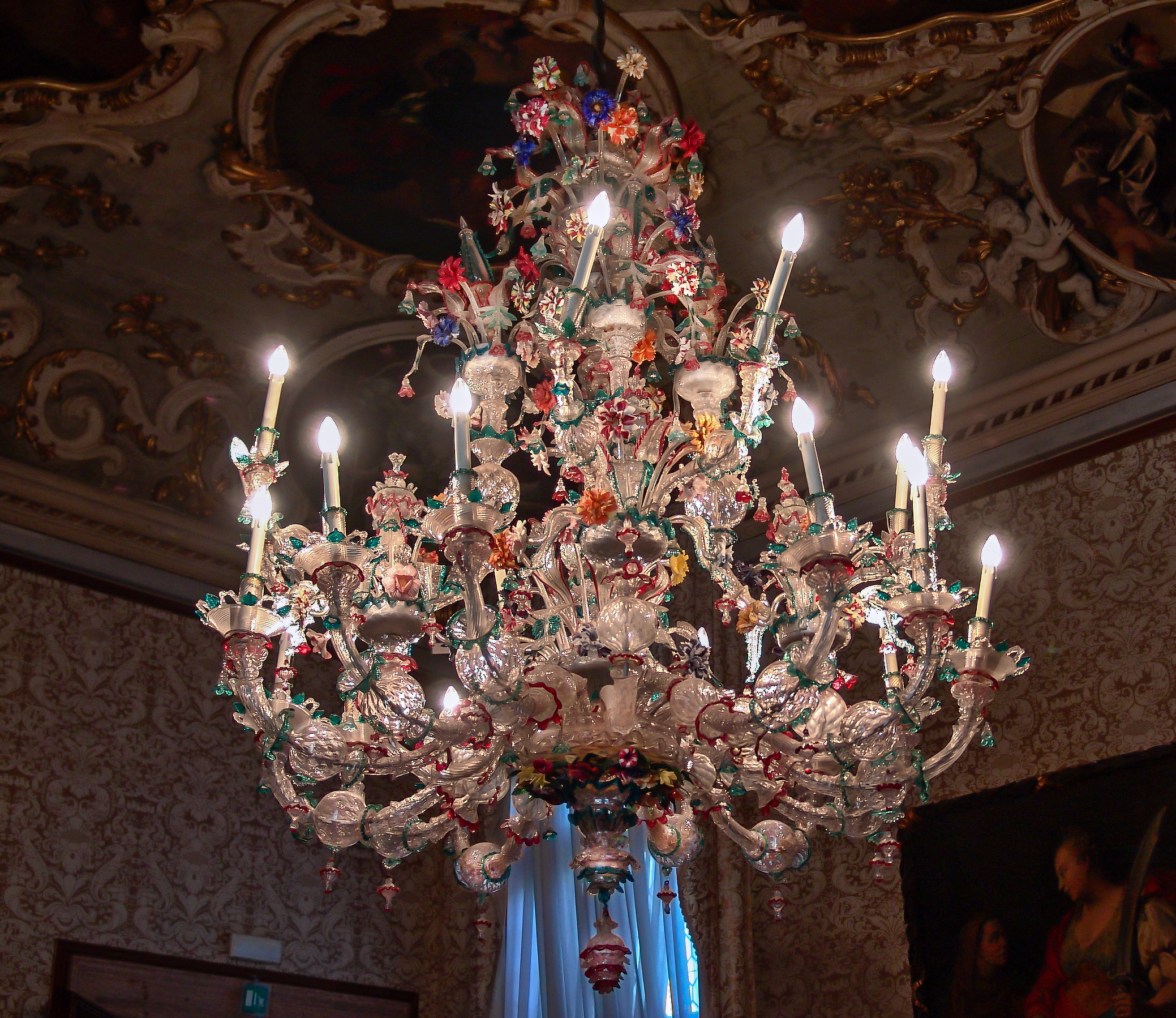
Lampadario
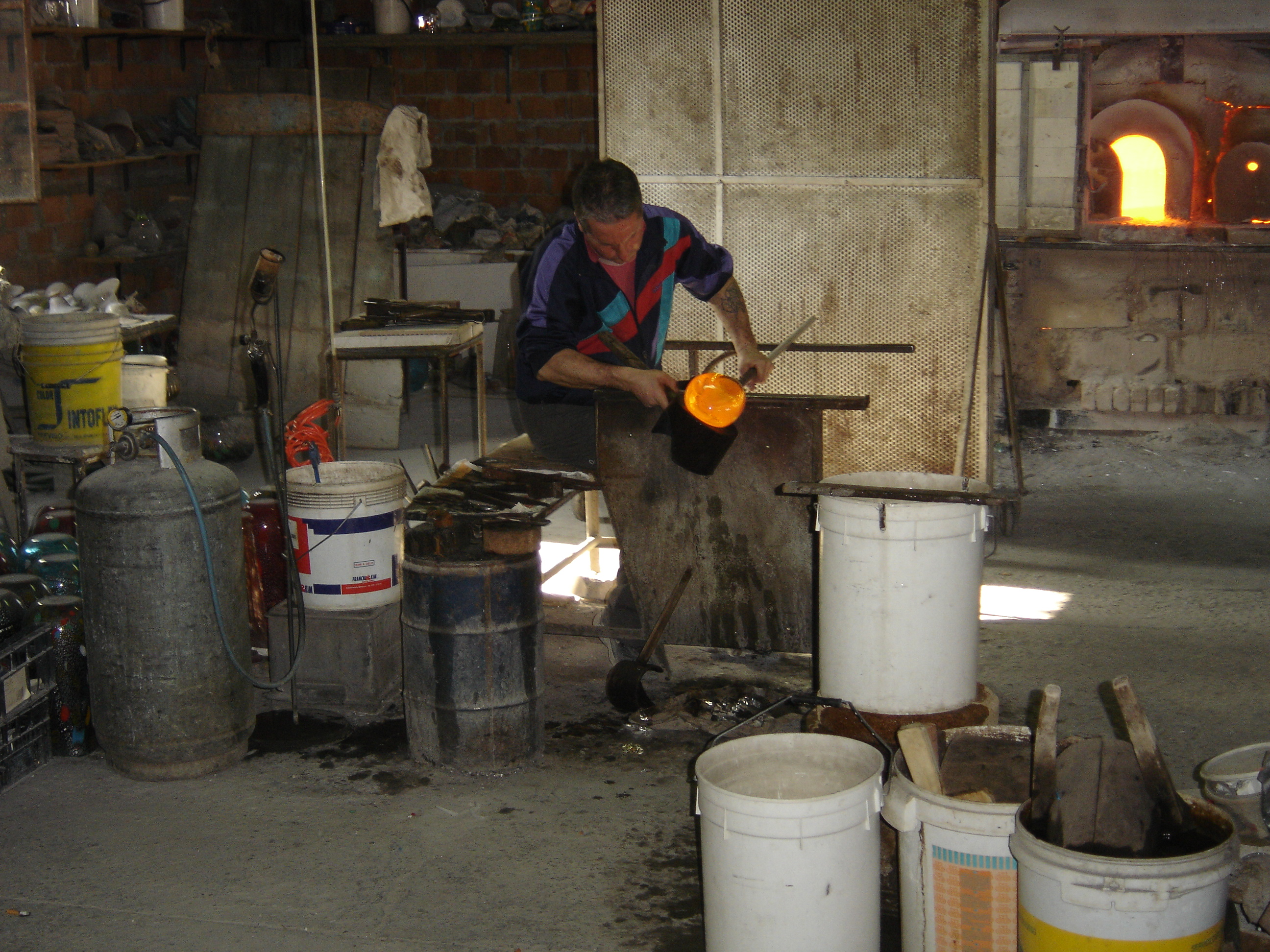
Fornace
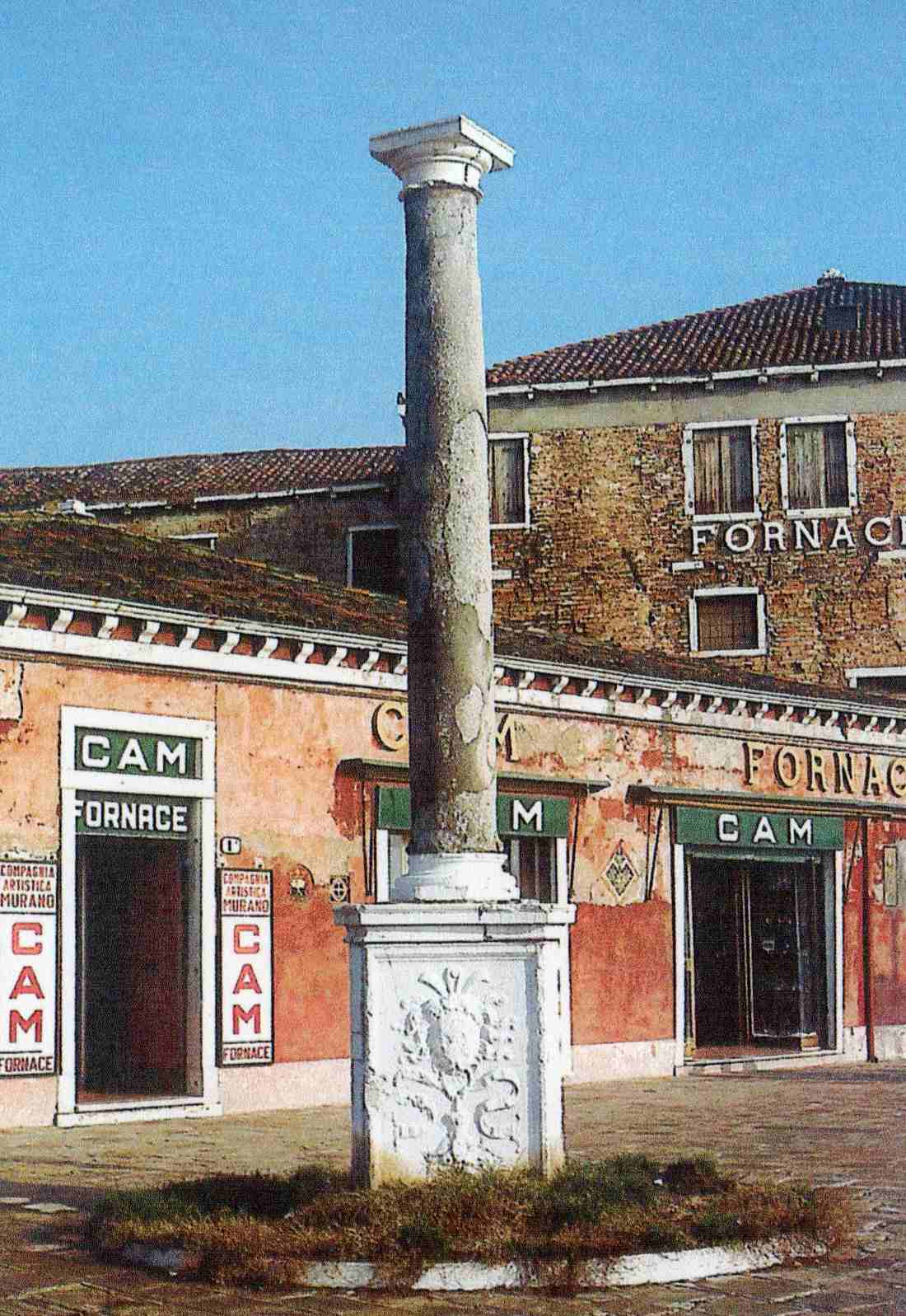
Murano, Colonna
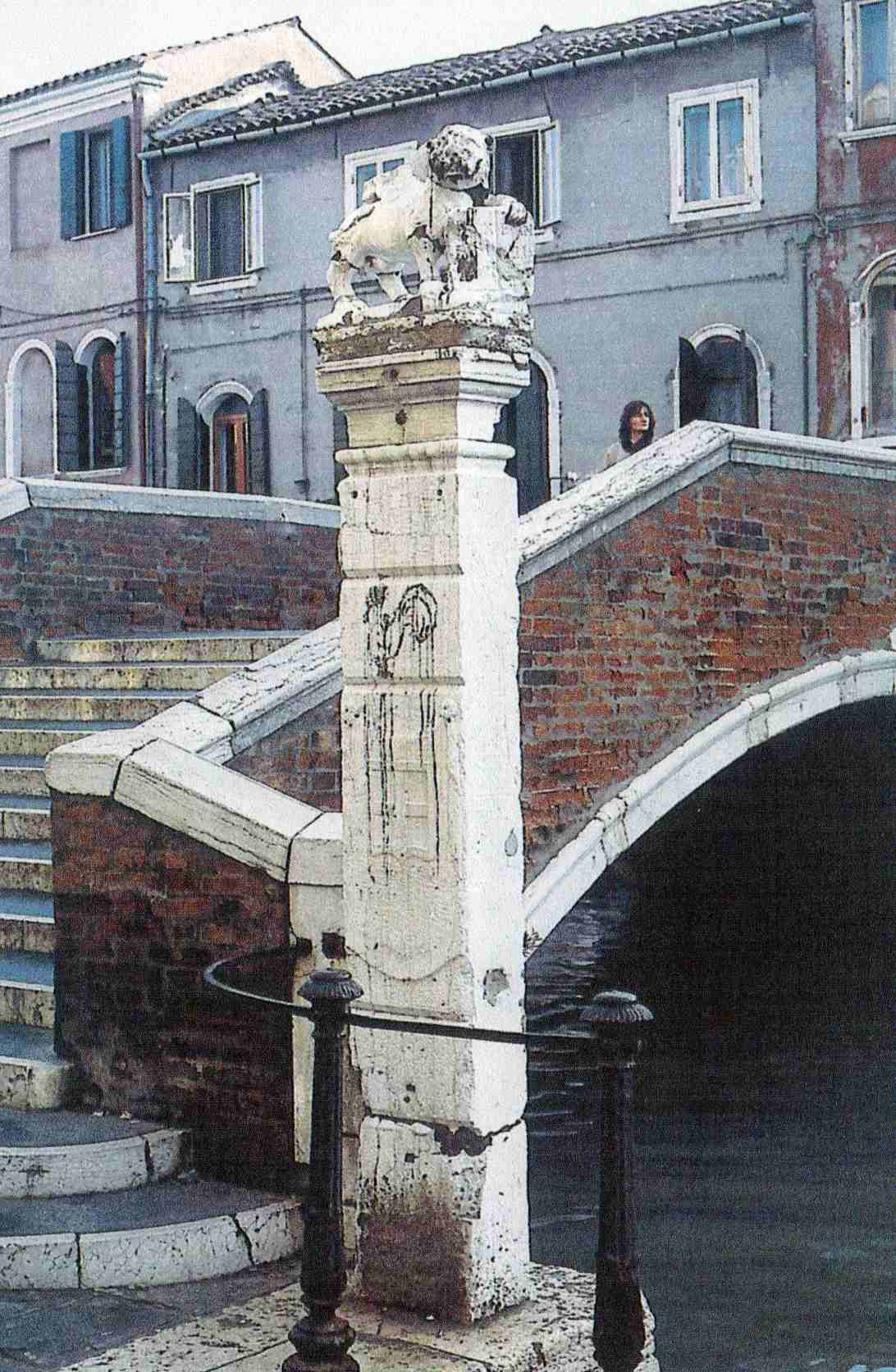
Murano, Colonna del Bando
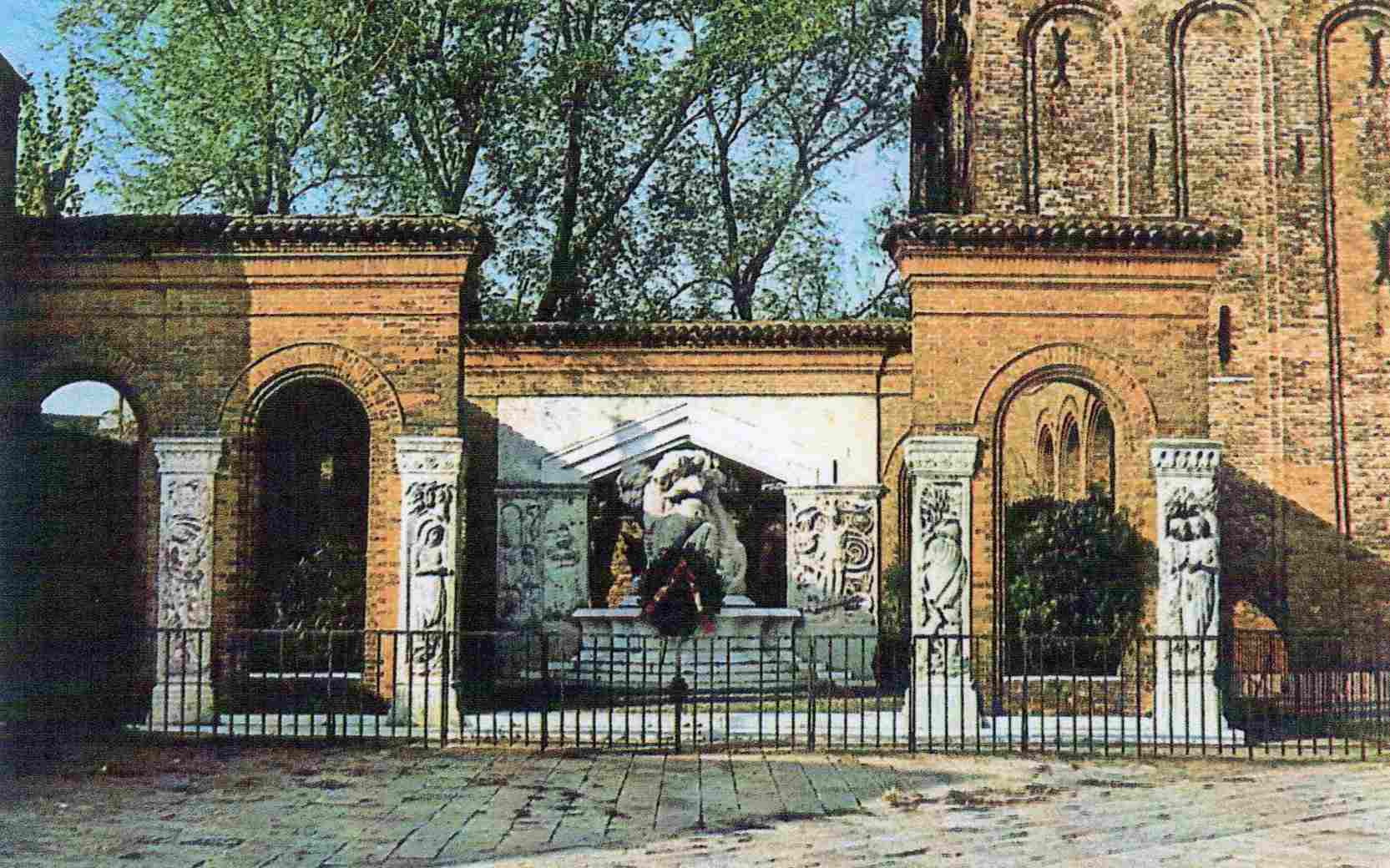
Murano, Napoleone Martinuzzi,  Monumento Caduti, 1927
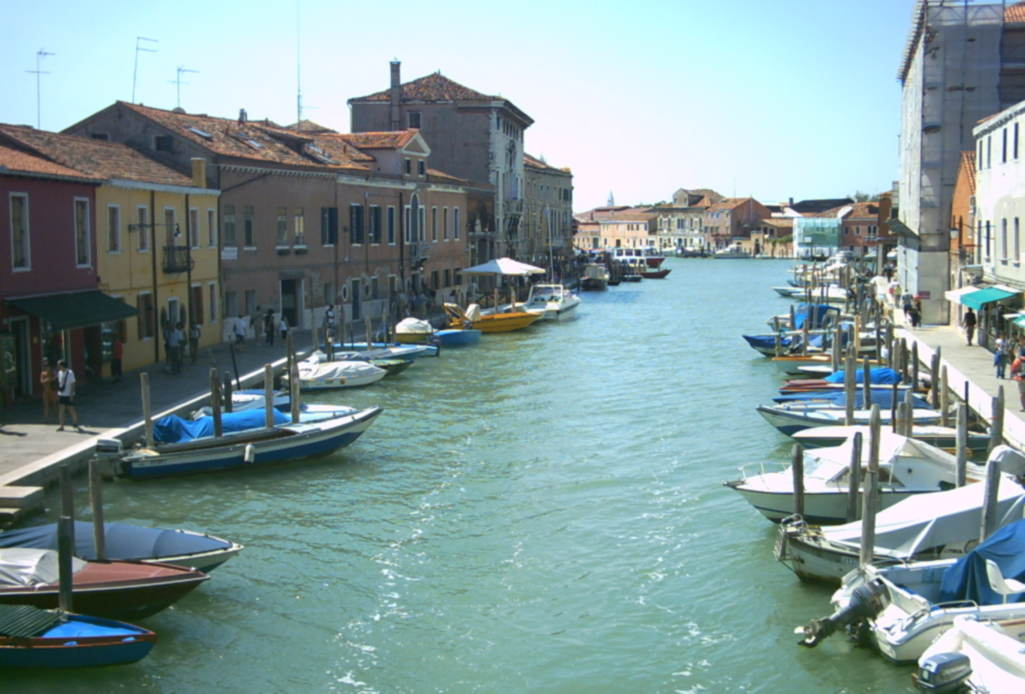
Murano, Canale San Donato

## Trasporti
Le isole possono essere raggiunte da Venezia con i vaporetti dell'ACTV e di Alilaguna. Le linee che collegano Murano sono:

3 (P.le Roma - Ferrovia - Murano)

4.1 (Murano - F.te Nove - Guglie - Ferrovia - P.le Roma - Giudecca - S. Zaccaria - Ospedale - F.te Nove - Murano)

4.2 (Murano - F.te Nove - Ospedale - S. Zaccaria - Giudecca - P.le Roma - Ferrovia - Guglie - F.te Nove - Murano)

7 (S. Zaccaria - Murano - S. Zaccaria)

12 (F.te Nove - Murano - Mazzorbo - Torcello - Burano - Treporti - Punta Sabbioni)

13 (F.te Nove - Murano - Vignole - Lazzaretto Nuovo - Sant'Erasmo - Treporti)

18 (Lido SME - Murano) (stagionale)

L'isola è anche servito di una linea notturna, proveniente da F.te Nove.

Alilaguna BLU (Ferrovia - Tronchetto - Giudecca - San Marco-Giardinetti - Lido SME - Certosa - Ospedale - F.te Nove - Murano - Aeroporto